# 塩化リチウム
塩化リチウム（えんかリチウム、lithium chloride）はリチウム (Li) と塩素 (Cl) からなるイオン性の化合物（塩）である。吸湿性をもち、水に溶けやすい。塩化ナトリウムや塩化カリウムと比べ、メタノールやアセトンなど極性有機溶媒にもよく溶ける。

## 性質
塩化物イオン ({\displaystyle {\ce {Cl^-}}}) の発生源として振舞う。他の可溶性の塩と同じく、溶液中である種の金属塩と混合すると不溶性の塩化物塩を沈殿させる。例えば硝酸鉛(II) と反応させると塩化鉛(II) の沈殿を生じる。
{\displaystyle {\ce {2LiCl(aq)\ + Pb(NO3)2(aq) -> PbCl2(s)\ + 2LiNO3(aq)}}}
Li+イオンは弱いルイス酸として作用する。例えば1モルの塩化リチウムは4モルまでのアンモニアと結合する。
| 溶媒                 | 溶解量 (g) |
| -------------------- | ---------- |
| 水                   | 55         |
| 液体アンモニア       | 3.02       |
| 液体二酸化硫黄       | 0.012      |
| メタノール           | 21–41      |
| ギ酸                 | 27.5       |
| スルホラン           | 1.5        |
| アセトニトリル       | 0.14       |
| アセトン             | 0.83       |
| ホルムアミド         | 28.2       |
| ジメチルホルムアミド | 11–28      |

## 合成
最も単純には水酸化リチウムまたは炭酸リチウムと塩酸から合成できる。また、金属リチウムと塩素、または湿気を含まない塩化水素ガスとの発熱反応によっても生成する。無水の塩化リチウムは、加水分解を防ぐために塩化水素の雰囲気下で、水和物を穏やかに加熱すると得られる。

## 用途
塩化リチウム/塩化カリウムの混合物を450℃で溶融して電気分解することにより、金属リチウムが作られる。自動車部品用のアルミニウムをロウ付けする際の融剤として用いられる。スティルカップリングの効率を向上させるのにも使われる。乾燥剤としての効果を持つことを応用し、空気中の水分を吸収させたあと加熱して放出させ、飲用水を作り出すのに使うこともできる。1940年代のある時期に食塩の代替品として製造されたこともあったが、毒性が認められるに及んでこれは禁止された。